# هولی‌مید (ویرجینیا)
هولی‌مید (به انگلیسی: Hollymead) یک منطقهٔ مسکونی در ایالات متحده آمریکا است که در شهرستان البمارل، ویرجینیا واقع شده‌است. هولی‌مید ۷٬۶۹۰ نفر جمعیت دارد.